# لانغنرور

لانغنرور (بالألمانية: Langenrohr) هي بلدية في منطقة تولن في النمسا السفلى، منذ 1 يناير 2013 وصل عدد سكانها إلى 2309 نسمة.